# Клейтон, Клариса
Клариса Клейтон (англ. Klariza Clayton; род. 9 марта 1989, Гонконг) — английская актриса и певица. Известна своей ролью Джой Мерсер в телесериале Обитель Анубиса и ролью Карен МакКлэйр в «Молокососах».

## Биография
Клариса родилась 9 марта 1989 года. Родилась в Гонконге, но выросла в Англии, в Лондоне. Имеет филиппинские корни, так как её мать филиппинка, а отец англичанин. У неё есть три  брата, и она живёт в Кройдоне, на юге Лондона. Она училась в средней школе Ридлсдауна. На данный момент проживает в Лондоне и Лос Анджелесе.

## Карьера
Её карьера началась в 2007 году, когда она получила короткую роль в фильме Молодой дракула (2006). Так же снималась вместе с лауреатом премии «Оскар» — Майклом Кейном в фильме Гарри Браун.
В 2009—2010 годах снималась во второстепенной роли в сериале Молокососсы, где вместе с исполнителем Timothy Victor она записала две песни — «Ass to ass» и «Juicing down».
В 2016 году сыграла главную роль в триллере «Fox trap»
В 2017 году снялась в двух фильмах ужасов «Кровавые деньги» и «Клуб самоубийц», за последний получила высокие оценки критиков.
С 2011 по 2013 год играла в телесериале «Обитель Анубиса» в роли Джой Мерсер. С 2016 по 2018 год играла в ситкоме «Вспомнить все связи», снятый телекомпанией «Netflix». В 2022 году сыграла одну из главных ролей в сериале «Paramount+» «Квартира на двоих».

## Личная жизнь
С 2013 по 2016 встречалась с финансистом Жаком Натаном.

## Фильмография
| Год  | Название фильма | Оригинальное название | Роль  | Примечания          |
| ---- | --------------- | --------------------- | ----- | ------------------- |
| 2009 | Гарри Браун     | Harry Brown           | Шэрон | Второстепенная роль |
| 2014 | Иероглиф        | Hieroglyph            | Зита  | Телефильм           |
| 2016 | Кровавые деньги | Blood Money           | Кейси |                     |
| 2016 | Лисий капкан    | Fox Trap              | Эмма  |                     |
| 2017 | Клуб самоубийц  | Suicide Club          | Лиз   | Главная Роль        |

| Год         | Название сериала          | Оригинальное название | Роль           | Примечания                                              |
| ----------- | ------------------------- | --------------------- | -------------- | ------------------------------------------------------- |
| 2007 — 2011 | Молодой дракула           | Young Dracula         | Делила         | Эпизоды «Укусы любви», «Клыки для воспоминаний»         |
| 2008        | Город Холби               | Holby City            | Стиви Монтегью | Эпизод «Мягчайшая музыка»                               |
| 2008-2012   | Дом Дени                  | Dani’s House          | Сэм            | Главная роль, гостевая в 5 сезоне.                      |
| 2009        | Родители группы           | Parents of the Band   | Желе Детка     | 1 эпизод                                                |
| 2009        |                           | Drawn Out             | Мумтаз         | Короткометражка                                         |
| 2009        | Жители Ист-Энда           | EastEnders            | Лиана          | 1 эпизод                                                |
| 2009—2010   | Молокососы                | Skins                 | Карен МакКлэр  | 6 эпизодов                                              |
| 2010        | Чисто английское убийство | The Bill              | Яра Хануш      | Эпизод «Большая ответственность»                        |
| 2010        | Стеллажи                  | Shelfstackers         | Алисса         | Главная роль                                            |
| 2011-2013   | Обитель Анубиса           | House of Anubis       | Джой Мерсер    | Второстепенная роль в 1 сезоне, главная роль.           |
| 2013        | Плохие                    | Misfits               | Хлоя           | 1 эпизод                                                |
| 2013        | Замок Дэни                | Dani’s Castle         | Сэм            | Спин-офф сериала «Дом Дени»; Эпизод «Призрачный тур»    |
| 2014        | Травяные корни            | Grass Roots           | Дениз          |                                                         |
| 2015        | Ловушка для солнца        | Sun Trap              | Сьюзи          | Эпизод «Смотри кто говорит»                             |
| 2016        |                           | BBC Comedy Feeds      | Тилли          | Эпизод «Провал»                                         |
| 2016-2018   | Вспомнить все связи       | Lovesick              | Холли          | Второстепенная роль в 2 сезоне, Главная роль в 3 сезоне |
| 2019        | Лондон убивает            | London Kills          | Элис Магьюри   | Эпизод «Дерновые волны»                                 |
| 2020        | Пуленепробиваемый         | Bulletproof           | Тара           | 1 эпизод                                                |
| 2020        | Макс                      | Maxxx                 | Сирена         | Эпизод «Секс, любовь и лирика»                          |
| 2022        | Квартира на двоих         | Flatshare             | Кай            | Главная роль                                            |

| Год  | Название игры | Оригинальное название | Роль         |
| ---- | ------------- | --------------------- | ------------ |
| 2019 | Blood & Truth | Blood & Truth         | Мишель Маркс |

| Год  | Исполнитель | Песня                |
| ---- | ----------- | -------------------- |
| 2013 | MAX         | Nothing Without Love |
| 2019 | Alex Sawer  | Panic                |

## Театр
| Год  | Название   | Оригинальное название | Роль | Примечания         |
| ---- | ---------- | --------------------- | ---- | ------------------ |
| 2019 | Боеголовки | Warheads              | Тена | Парк-театр, Лондон |

## Награды и номинации
| Год  | Награда                                | Категория      | Работа         | Роль           | Результат |
| ---- | -------------------------------------- | -------------- | -------------- | -------------- | --------- |
| 2009 | RomaFest Awards 2009                   | Лучшая актриса | Молокососы     | Карен МакКлэйр | Победа    |
| 2017 | Festigious International Film Festival | Лучшая актриса | Клуб самоубийц | Лиз            | Победа    |